# Eumerus tessellatus
Eumerus tessellatus är en tvåvingeart som beskrevs av Hull 1964. Eumerus tessellatus ingår i släktet månblomflugor, och familjen blomflugor. Inga underarter finns listade i Catalogue of Life.